# Ilam (Iran)
Ilam is een stad in Iran en is de hoofdplaats van de provincie Īlām.
Īlām telde in 2011 bij de volkstelling 172.000 inwoners.